# Fernando Saucedo
Fernando Javier Saucedo Pereyra (Santa Cruz de la Sierra, 15 marzo 1990) è un calciatore boliviano, centrocampista del Bolívar e della nazionale boliviana.

## Carriera

### Club
Ha sempre giocato in Bolivia, con Oriente Petrolero, squadra con cui ha giocato nelle giovanili sin dal 2005 e Wilstermann. Esordisce in Coppa Sudamericana il 15 settembre 2010 con l'Oriente Petrolero nell'andata del 2º turno, contro il Deportes Tolima, vinta per 2-0, subentrando al 90' a Joselito Vaca. L'esordio in Coppa Libertadores, sempre con l'Oriente Petrolero, arriva invece il 17 febbraio 2011 nella sconfitta per 2-0 contro il Grêmio, sfida valida per il girone 2, nella quale gioca tutti i 90 minuti.

### Nazionale
Ha giocato nella nazionale boliviana Under-20.
Esordisce in nazionale maggiore il 30 marzo 2016 nella sconfitta per 2-0 contro l'Argentina, in una sfida valida per le qualificazioni al Mondiale 2018, subentrando al 46' a Danny Bejarano.
Viene convocato per la Copa América Centenario negli Stati Uniti.

## Statistiche

### Cronologia presenze e reti in nazionale
| Cronologia completa delle presenze e delle reti in nazionale ― Bolivia | Cronologia completa delle presenze e delle reti in nazionale ― Bolivia | Cronologia completa delle presenze e delle reti in nazionale ― Bolivia | Cronologia completa delle presenze e delle reti in nazionale ― Bolivia | Cronologia completa delle presenze e delle reti in nazionale ― Bolivia | Cronologia completa delle presenze e delle reti in nazionale ― Bolivia | Cronologia completa delle presenze e delle reti in nazionale ― Bolivia | Cronologia completa delle presenze e delle reti in nazionale ― Bolivia |
| Data                                                                   | Città                                                                  | In casa                                                                | Risultato                                                              | Ospiti                                                                 | Competizione                                                           | Reti                                                                   | Note                                                                   |
| ---------------------------------------------------------------------- | ---------------------------------------------------------------------- | ---------------------------------------------------------------------- | ---------------------------------------------------------------------- | ---------------------------------------------------------------------- | ---------------------------------------------------------------------- | ---------------------------------------------------------------------- | ---------------------------------------------------------------------- |
| 29-3-2016                                                              | Cordoba                                                                | Argentina                                                              | 2 – 0                                                                  | Bolivia                                                                | Qual. Mondiali 2018                                                    | -                                                                      | 46’                                                                    |
| 28-5-2016                                                              | Kansas City                                                            | Stati Uniti                                                            | 4 – 0                                                                  | Bolivia                                                                | Amichevole                                                             | -                                                                      | 46’                                                                    |
| 6-6-2016                                                               | Orlando                                                                | Panama                                                                 | 2 – 1                                                                  | Bolivia                                                                | Coppa America 2016 - 1º turno                                          | -                                                                      | 46’                                                                    |
| 5-10-2017                                                              | La Paz                                                                 | Bolivia                                                                | 0 – 0                                                                  | Brasile                                                                | Qual. Mondiali 2018                                                    | -                                                                      | 79’                                                                    |
| 28-5-2018                                                              | Filadelfia                                                             | Stati Uniti                                                            | 3 – 0                                                                  | Bolivia                                                                | Amichevole                                                             | -                                                                      | 49’                                                                    |
| 2-6-2019                                                               | Nantes                                                                 | Francia                                                                | 2 – 0                                                                  | Bolivia                                                                | Amichevole                                                             | -                                                                      | 46’                                                                    |
| 14-6-2019                                                              | San Paolo                                                              | Brasile                                                                | 3 – 0                                                                  | Bolivia                                                                | Coppa America 2019 - 1º turno                                          | -                                                                      | 20’ 59’                                                                |
| 18-6-2019                                                              | Rio de Janeiro                                                         | Bolivia                                                                | 1 – 3                                                                  | Perù                                                                   | Coppa America 2019 - 1º turno                                          | -                                                                      | 71’                                                                    |
| 22-6-2019                                                              | Belo Horizonte                                                         | Bolivia                                                                | 1 – 3                                                                  | Venezuela                                                              | Coppa America 2019 - 1º turno                                          | -                                                                      |                                                                        |
| 10-9-2019                                                              | Cuenca                                                                 | Ecuador                                                                | 3 – 0                                                                  | Bolivia                                                                | Amichevole                                                             | -                                                                      | 75’                                                                    |
| 2-9-2021                                                               | La Paz                                                                 | Bolivia                                                                | 1 – 1                                                                  | Colombia                                                               | Qual. Mondiali 2022                                                    | 1                                                                      | 64’                                                                    |
| 5-9-2021                                                               | Montevideo                                                             | Uruguay                                                                | 4 – 2                                                                  | Bolivia                                                                | Qual. Mondiali 2022                                                    | -                                                                      | 59’                                                                    |
| 10-10-2021                                                             | La Paz                                                                 | Bolivia                                                                | 1 – 0                                                                  | Perù                                                                   | Qual. Mondiali 2022                                                    | -                                                                      | 82’                                                                    |
| 14-10-2021                                                             | La Paz                                                                 | Bolivia                                                                | 4 – 0                                                                  | Paraguay                                                               | Qual. Mondiali 2022                                                    | -                                                                      | 46’                                                                    |
| 11-11-2021                                                             | Lima                                                                   | Perù                                                                   | 3 – 0                                                                  | Bolivia                                                                | Qual. Mondiali 2022                                                    | -                                                                      | 59’                                                                    |
| 16-11-2021                                                             | La Paz                                                                 | Bolivia                                                                | 3 – 0                                                                  | Uruguay                                                                | Qual. Mondiali 2022                                                    | -                                                                      | 59’                                                                    |
| 21-1-2022                                                              | Sucre                                                                  | Bolivia                                                                | 5 – 0                                                                  | Trinidad e Tobago                                                      | Amichevole                                                             | -                                                                      | 55’                                                                    |
| 1-2-2022                                                               | La Paz                                                                 | Bolivia                                                                | 2 – 3                                                                  | Cile                                                                   | Qual. Mondiali 2022                                                    | -                                                                      |                                                                        |
| 24-9-2022                                                              | Orléans                                                                | Bolivia                                                                | 0 – 2                                                                  | Senegal                                                                | Amichevole                                                             | -                                                                      | 78’                                                                    |
| 20-11-2022                                                             | Arequipa                                                               | Perù                                                                   | 1 – 0                                                                  | Bolivia                                                                | Amichevole                                                             | -                                                                      | 72’                                                                    |
| 12-9-2023                                                              | La Paz                                                                 | Bolivia                                                                | 0 – 3                                                                  | Argentina                                                              | Qual. Mondiali 2026                                                    | -                                                                      | 62’                                                                    |
| 31-5-2024                                                              | Chicago                                                                | Messico                                                                | 1 – 0                                                                  | Bolivia                                                                | Amichevole                                                             | -                                                                      | 7’ 78’                                                                 |
| 12-6-2024                                                              | Chester                                                                | Ecuador                                                                | 3 – 1                                                                  | Bolivia                                                                | Amichevole                                                             | -                                                                      | 46’                                                                    |
| 15-6-2024                                                              | East Hartford                                                          | Colombia                                                               | 3 – 0                                                                  | Bolivia                                                                | Amichevole                                                             | -                                                                      | 82’                                                                    |
| 23-6-2024                                                              | Arlington                                                              | Stati Uniti                                                            | 2 – 0                                                                  | Bolivia                                                                | Coppa America 2024 - 1º turno                                          | -                                                                      |                                                                        |
| 1-7-2024                                                               | Orlando                                                                | Bolivia                                                                | 1 – 3                                                                  | Panama                                                                 | Coppa America 2024 - 1º turno                                          | -                                                                      | 81’                                                                    |
| Totale                                                                 |                                                                        | Presenze                                                               | 26                                                                     |                                                                        | Reti                                                                   | 1                                                                      |                                                                        |

## Palmarès

### Club

#### Competizioni nazionali
- Campionato boliviano: 4

Oriente Petrolero: Clausura 2010
Wilstermann: Clausura 2015-2016, Apertura 2018
Bolivar: 2024